# Гіпобласт
Гіпобласт (від грец. hypó — «під, внизу» и blastós — «зародок, паросток») — внутрішній шар клітинної стінки дискобластули і бластодиска у амніот (вищих хребетних).
Гіпобласт не гомологічний ентодермі, головним чином тому, що містить в собі матеріал позазародкової ентодерми, а ентодерма зародка утворюється в період гаструляції шляхом включення до складу гіпобласта мігруючих всередину зародка клітин епібласта.
У деяких тварин гіпобласт відділений від зовнішнього шару (епібласта) спеціальною порожниною — бластоцелем.